# Museo delle memorie e del paesaggio nella terra di Anghiari
Il Museo delle memorie e del paesaggio della terra di Anghiari è ubicato nel Palazzo della Battaglia  di Anghiari. In esso sono esposte selezioni di alcune delle più importanti collezioni del territorio. Dalla Preistoria al 1700, dagli strumenti litici dell'Homo neanderthalensis fino alle armi da fuoco prodotte da abili e sapienti mani nel XVIII secolo. È quindi la capacità dell'uomo di sfruttare risorse il filo conduttore dell'esposizione, il cui perno centrale rimane la Battaglia di Anghiari, vicenda storica e capolavoro di Leonardo da Vinci. Fra gli oggetti esposti vi è una scultura di Età romana in cristallo di rocca raffigurante la testa della divinità Pan, databile attorno al II secolo d.C.